# 吉備海部難波
吉備海部 難波（きびのあま の なにわ、生没年不詳）は、古墳時代の吉備の豪族。姓は直。

## 出自
吉備海部氏は、海部を統轄した海部直のなかでも、吉備国（備前国）を本拠とした氏族。大伯国造家であったと考えられており、『先代旧事本紀』「国造本紀」によれば、応神朝に神魂命の7世孫である佐紀足尼命を国造に定めたと記されている。また、吉備津神社内にある御崎神社には、吉備海部直氏の祖とされる櫛振と、その子である小奇（女）と真振（男）が祀られている。

## 高句麗使節の漂流
『日本書紀』巻第十九によると、欽明天皇26年5月（565年）に高麗（高句麗）の人、頭霧唎耶陛（ずむりやへ）らが筑紫国にやってきて、山背国にとどめ置かれた、という。
また、同31年4月（570年）には、越国の人である江渟臣裙代（えぬ の おみ もしろ）が「高麗の使節が暴風と波に苦しんで迷って港が分からなくなり、水に流されるままに漂流して、岸にたどりついています。道君（＝地方豪族)が隠匿していますので、私が報告します」と奏上した。天皇は自身の徳が遍く行き渡っているものと喜び、その月のうちに、東漢直糠児（やまとのあや の あたい あらこ）・葛城直難波（かずらき の あたい なにわ）を派遣して、その高句麗の使節を迎えた。
5月に膳臣傾子（かしわで の おみ かたぶこ）を越に派遣して、饗応した。7月に使節は近江国に来た。同月中に許勢臣猿（こせ の おみ さる）と吉士赤鳩（きし の あかはと）に命じて、難波津から出発して、船を佐々波山（今の逢坂山）に引き上げさせて、使節を近江の北の山（琵琶湖北岸）に迎えさせた。山背国の相楽郡（さがらのこおり）に用意してあった館（むろつみ）に引き入れて、東漢坂上直子麻呂（やまとのあや の さかのうえ の こまろ）・錦部首大石（にしこり の おびと おおいし）を遣わして護衛させ、館で饗応させた。
同32年（571年）、春が過ぎようとしていたが、使節は天皇の病気のためか、高句麗の献上物や書状を奏上することができずにいた（同月、新羅に坂田耳子郎君が派遣され、任那が滅んだ事情を確認している）。任那日本府再建を遺言して、天皇は崩御した。
以下は、『書紀』巻第二十の内容になる。
翌年5月（572年）、即位したばかりの敏達天皇は押坂彦人大兄皇子と蘇我馬子大臣に、前年の高句麗の使節のことを尋ね、使節によってもたらされた貢ぎ物を検査・記録して、都へ送らせた。さらに高句麗の国書を大臣に授けられ、3日かかっても誰も解決できなかったのを、船史（ふねのふひと)の祖先である王辰爾（おうじんに）のみが読み解いた。
6月、高句麗の大使は副使たちに、越の道君が天皇だと詐称したために、国の調の一部を渡してしまったことを責め、国王に報告すると脅された。口封じのため、副使たちは大使を賊の仕業に見せかけて殺害した。接客役の東漢坂上直子麻呂は、翌朝取り調べを行ったが、副使たちは「大使は天皇から妻を賜りましたが、大使は受け入れなかったので、礼儀に反すると私たちが天皇のために殺しました」と嘘をついた。大使の亡骸は礼式をもって葬られた。
7月に使節たちはかえっていった。
というような出来事があった上での、以下の記述である。

## 難波の犯罪
敏達天皇2年5月（573年）に、高句麗の使節が再度、越の海の岸に停泊した。船が壊れて、溺れ死ぬ者も多かった。朝廷はそう何度も遭難することを疑わしく思い、使節を饗応しないで送還することになった。そこで、吉備海部直難波に勅令を出して、高句麗の使者を送らせることになった。
7月、越の海岸で難波と高句麗の使者らと相談し、送使の難波の船員である大島首磐日（おおしま の おびと いわひ）と狭丘首間狭（さおか の おびと ませ）を高句麗の使節の船に乗せ、高句麗人の二人を難波の船に乗せた。互いに入れ違いに乗せれば、高句麗の使者の船がよろしくないことを企むまいと備えたのである。ところが、発船して数里ばかり行ったところで、波浪を恐れた難波は使節の二名を捕らえて、海の中に放擲してしまった。
8月、難波は朝廷に、「大きな鯨が待ち受けていて、船と櫂を噛み食われてしまいました。わたしたちは魚が船を呑みこもうとするのを恐れて、海に入り、使節を助けることができませんでした」と報告した。天皇は、この報告が出たらめであることに気づき、雑用に使役して、吉備国に帰還することを許さなかった。

## 発覚と断罪
翌3年5月（574年）に、高句麗の使者が越の海岸に停泊した。そして7月に入京して、「私たちの船が先に到着して、大島首磐日らを厚い礼をもって処遇しました。しかし、大使たちがまだ戻ってきていません。そこで、磐日とともに使いを参上させて、大使たちがかえってこない事情を尋ねにきました」と申し上げた。かくして難波の犯罪は発覚し、
1. 朝廷に対して虚偽の告白をしたこと
2. 大使たちを投げ入れて溺れ殺したこと

の2つの大罪で許すわけにはならないと宣告され、断罪された。
この直後の11月と4年の6月、新羅が使いを派遣して、調をたてまつった。以後、朝廷と新羅や百済との交渉が多くなった。